# George Kingsley Acquah
George Kingsley Acquah (* 6. März 1942 in Sekondi; † 25. März 2007 in Accra) war ein ghanaischer Jurist und Politiker. Acquah war bis zu seinem Tod Chief Justice von Ghana und damit im höchsten Richteramt tätig.

## Kindheit, Jugend, Ausbildung
Acquah wurde in Sekondi in der Western Region geboren. In Cape Coast besuchte er das Adisadel College zwischen 1957 und 1963 für seine höhere Schulbildung (Secondary School).
Für etwa ein Jahr unterrichtete Acquah am Sekondi College und ging darauf zwischen 1964 und 1967 an die Universität von Ghana in Legon, Accra. Hier schrieb er sich als Student ein und schloss mit dem Bachelor (Hons.) in Philosophie ab. Im Jahr 1970 wurde Acquah der LL.B. (Bachelor) in Rechtswissenschaften ebenfalls von der Universität von Ghana verliehen. An der Ghana Law School in Accra schloss er seine Ausbildung zum Rechtsanwalt ab und wurde im Jahr 1972 in die Rechtsanwaltskammer aufgenommen.

## Karriere
Acquah arbeitete nach seinem Jurastudium ab 1972 als Rechtsanwalt in Cape Coast, bis er am 19. September 1989 zum Richter am High Court in Ho in der Volta Region ernannt wurde. Im Jahr 1994 wurde er bereits zum Berufungsgericht zum Appeal Court Judge ernannt und schon ein Jahr später durch Jerry Rawlings zum höchsten Gericht in Ghana, dem Supreme Court, berufen. Im Jahr 2003 wurde er am 4. Juli durch Präsident John Agyekum Kufuor in das Amt des Chief Justice berufen, das er bis zu seinem Tod innehatte.
Acquah war damit der dreizehnte Chief Justice des unabhängigen Ghana und insgesamt der 23. Chief Justice des Landes. Er folgte Edward Kwame Wiredu im Amt. Acquah ist in der Geschichte Ghanas der erste Chief Justice, der seine gesamte Ausbildung in Ghana absolviert hat.

## Ehrungen, Positionen
Acquah wurde im Juni 2006 die höchste Ehrung des Staates Ghana mit der Verleihung des Ordens Star of Ghana (Order of the Star of Ghana) zuteil. Acquah hatte neben seinem Richteramt stetig verschiedene Positionen und Posten inne. Unter diesen sind folgende zu nennen:
- Vorsitzender, Finanzkomitee des juristischen Dienstes (Judicial Service)
- Vorsitzender, Judicial Service Reform and Automation Committee
- Vorsitzender, Board of Trustees of the Institute of Continuing Judicial Education of the Judicial Service of Ghana
- Vorsitzender, Disziplinarausschuss des Verfassungsorgans Judicial Council
- Vorsitzender, Beerdigungskomitee des juristischen Dienstes (Judicial Service)
- Vorsitzender, Tender Board of the Judicial Service
- Mitglied des Verfassungsorgans Judicial Council in Ghana
- Vorsitzender, National Multi-Sectoral Committee zum Schutz der Rechte der Kinder
- Mitglied, Rules of Court Committee
- Mitglied, Judicial Council (Verfassungsorgan in Ghana)
- Mitglied, Africa Regional Council of the International Planned Parenthood Federation
- Mitglied des Rates der Ghana Legal Literacy and Resource Foundation
- Vorsitzender, Commonwealth Legal Education Association, London
- Berater im Ehrenamt der International Planned Parenthood Federation
- Berater, Banking and Financial Law Journal of Ghana
- Dozent an der Ghana Law School, im Beweisrecht (Law of evidence)

## Familie, Tod
Acquah starb am 25. März 2007 im Alter von 65 Jahren um 1:00 Uhr nachts im Militärkrankenhaus der Militärbasis 37 in Accra, Ghana, vermutlich an den Folgen einer bereits zwei Jahre zuvor entdeckten Krebserkrankung. Er hinterließ seine Witwe Jane Acquah und sechs gemeinsame Kinder.